# Thomas Johansson
Karl Thomas Conny Johansson (Linköping, 24 marzo 1975) è un allenatore di tennis ed ex tennista svedese.

## Biografia

### Vita privata
Sposato con Gisella, ha un figlio, Lucas.

### Carriera sportiva

#### Junior
Inizia a giocare i tornei ITF riservati ai ragazzi a quindici anni, partecipando alla Coppa Davis Junior insieme a Thomas Enqvist. Ha raggiunto i quarti di finale agli US Open 1993 in coppia con Kalle Flygt e nello stesso anno ha fatto semifinale agli Orange Bowl sia in singolare che in doppio sempre insieme a Flygt.

#### Professionista
Approdato al tennis professionistico nel 1993 (giocò il suo primo torneo nell'ottobre di quell'anno, a Bolzano), Thomas ha ottenuto 357 vittorie, contro 296 sconfitte. Ha vinto nove tornei, tra cui spiccano l'Australian Open 2002 e il Canada Open 1999 (ha raggiunto anche una semifinale a Wimbledon 2005, dove fu sconfitto da Andy Roddick).
Ha comunque raggiunto negli anni un livello di competitività invidiabile, che però ha subìto un crollo nel 2006 a causa di uno sfortunato incidente: durante un allenamento con Mario Ančić, una palla lo ha colpito all'occhio destro provocandogli il distacco della retina ed un conseguente allontanamento dai campi durato tre mesi. In seguito a un rientro alle attività di basso profilo, il 12 giugno 2009 annuncia il suo ritiro dal tennis a causa di problemi fisici che difficilmente gli avrebbero permesso un ritorno ad alti livelli.

#### Dopo il ritiro
L'ex tennista ha intrapreso la carriera da allenatore, seguendo tra gli altri Caroline Wozniacki, Maria Sakkarī, Filip Krajinović, David Goffin, Sorana Cîrstea e Kei Nishikori.

## Caratteristiche tecniche
Ha ereditato dalla tradizionale scuola scandinava un ottimo rovescio bimane, che è il suo colpo migliore. 
Il suo non è un tennis molto spettacolare: preferisce gli scambi regolari da fondocampo, nello stile ricorda il connazionale Mats Wilander.

## Statistiche

### Finali del Grande Slam (1)

#### Vinte (1)
| Anno | Torneo                     | Avversario in finale | Punteggio             |
| 2002 | Australian Open, Melbourne | Marat Safin          | 3–6, 6–4, 6–4, 7–6(4) |

### Singolare

#### Vittorie (9)
| Legenda                                                      |
| Grande Slam (1)                                              |
| Tennis Masters Cup / ATP World Tour Finals (0)               |
| ATP Super 9 / Masters Series (1)                             |
| ATP Championship Series / ATP International Series Gold (0)  |
| Grand Prix / ATP World Series / ATP International Series (7) |

| Legenda superfici |
| Cemento (4)       |
| Terra (0)         |
| Erba (2)          |
| Sintetico (3)     |

| Numero | Data             | Torneo                                   | Superficie    | Avversario in finale | Punteggio             |
| 1.     | 10 marzo 1997    | Copenaghen Open, Copenaghen              | Sintetico (i) | Martin Damm          | 6–4, 3–6, 6–2         |
| 2.     | 17 marzo 1997    | St. Petersburg Open, San Pietroburgo (1) | Sintetico (i) | Renzo Furlan         | 6–3, 6–4              |
| 3.     | 2 agosto 1999    | Canada Masters, Montréal                 | Cemento       | Evgenij Kafel'nikov  | 1–6, 6–3, 6–3         |
| 4.     | 20 novembre 2000 | Stockholm Open, Stoccolma (1)            | Cemento (i)   | Evgenij Kafel'nikov  | 6–2, 6–4, 6–4         |
| 5.     | 11 giugno 2001   | Halle Open, Halle                        | Erba          | Fabrice Santoro      | 6–3, 6(5)–7, 6–2      |
| 6.     | 18 giugno 2001   | Nottingham Open, Nottingham              | Erba          | Harel Levy           | 7–5, 6–3              |
| 7.     | 14 gennaio 2002  | Australian Open, Melbourne               | Cemento       | Marat Safin          | 3–6, 6–4, 6–4, 7–6(4) |
| 8.     | 25 ottobre 2004  | Stockholm Open, Stoccolma (2)            | Cemento (i)   | Andre Agassi         | 3–6, 6–3, 7–6(4)      |
| 9.     | 24 ottobre 2005  | St. Petersburg Open, San Pietroburgo (2) | Sintetico (i) | Nicolas Kiefer       | 6–4, 6–2              |

#### Finali perse (5)
| Numero | Data            | Torneo                               | Superficie       | Avversario in finale | Punteggio        |
| 1.     | 2 marzo 1998    | Rotterdam Open, Rotterdam            | Sintetico indoor | Jan Siemerink        | 6(2)–7, 2–6      |
| 2.     | 9 novembre 1998 | Stockholm Open, Stoccolma (1)        | Cemento indoor   | Todd Martin          | 3–6, 4–6, 4–6    |
| 3.     | 14 giugno 2004  | Nottingham Open, Nottingham          | Erba             | Paradorn Srichaphan  | 6–1, 6(4)–7, 3–6 |
| 4.     | 23 ottobre 2006 | St. Petersburg Open, San Pietroburgo | Sintetico indoor | Mario Ančić          | 5–7, 6(2)–7      |
| 5.     | 8 ottobre 2007  | Stockholm Open, Stoccolma (2)        | Cemento indoor   | Ivo Karlović         | 3–6, 6–3, 1–6    |

### Doppio

#### Vittorie (1)
| Numero | Data           | Torneo               | Superficie  | Compagno       | Avversari in finale           | Punteggio        |
| 1.     | 16 luglio 2006 | Swedish Open, Båstad | Terra rossa | Jonas Björkman | Christopher Kas Oliver Marach | 6–3, 4–6, [10–4] |

#### Finali perse (1)
| Numero | Data           | Torneo                               | Superficie | Compagno      | Avversari in finale         | Punteggio             |
| 1.     | 17 agosto 2008 | Giochi della XXIX Olimpiade, Pechino | Cemento    | Simon Aspelin | Roger Federer Stan Wawrinka | 3–6, 4–6, 7–6(4), 3–6 |